# Адаптивная антенная решётка
Адаптивная антенная решётка (ААР) — тип антенны, в которой параметры и характеристики антенн динамически меняются адаптивно к воздействиям внешних или внутренних факторов. Возможность адаптации повышает качество приёма сигнала. В англоязычной литературе адаптивная антенная решётка называется adaptive antenna array.
Если адаптация диаграммы направленности антенной решётки осуществляется с помощью фазовращателей, то речь идет об адаптивной фазированной антенной решетке. В цифровых антенных решетках (ЦАР) адаптация выполняется путем весовой обработки цифровых массивов напряжений сигналов по выходам аналого-цифровых преобразователей (в приёмных ЦАР) или на входах цифро-аналоговых преобразователей (в передающих ЦАР). Адаптивные цифровые антенные решётки называют также smart antenna (умная антенна)
, впрочем этот термин иногда используют в и отношении адаптивных ФАР.

## Критерии адаптации
- максимум отношения сигнал/шум
- минимум мощности собственных шумов на выходе ААР

## Анализ и синтез ААР

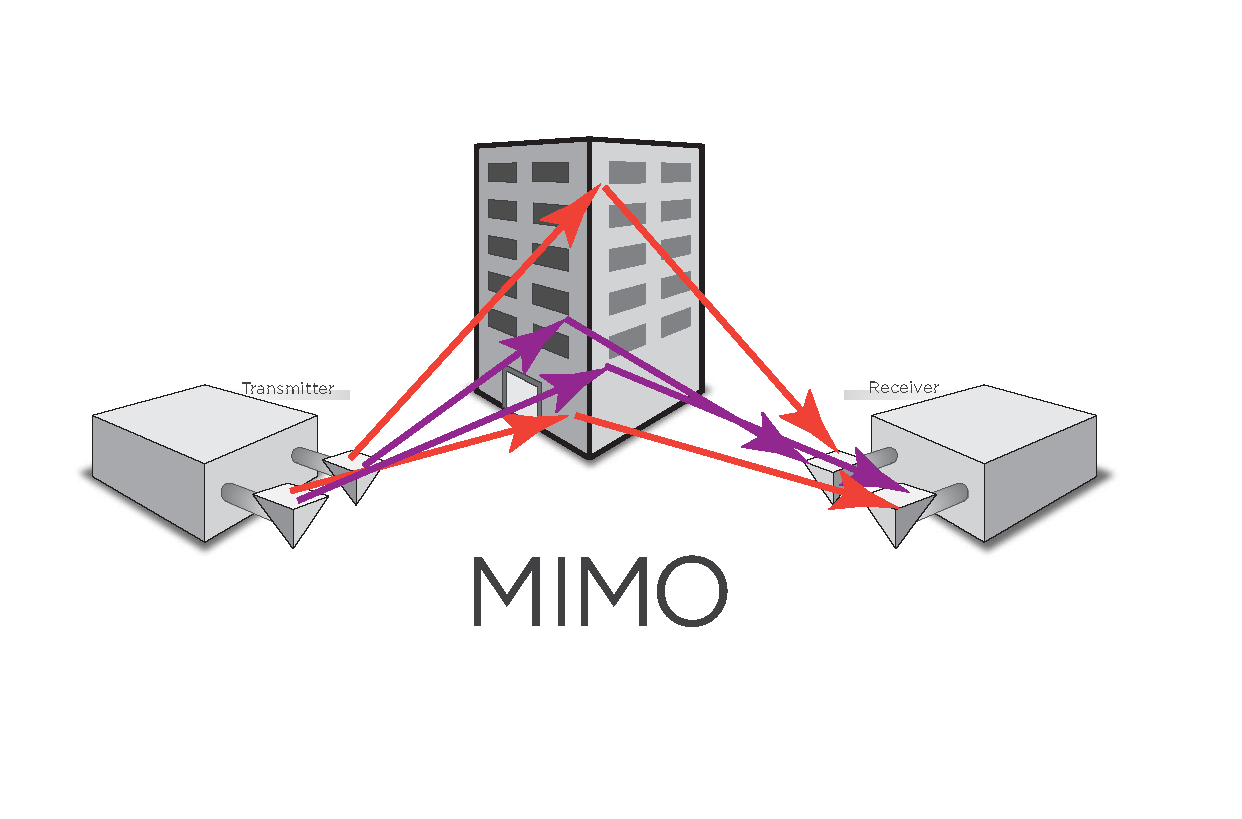
Система MIMO

Синтез ААР может осуществляться на основе атомарных функций.
В системах связи, реализующих принцип MIMO с использованием ААР как на приёмной, так и на передающей стороне, развитием классического подхода к синтезу ААР является адаптивное измение количества каналов системы Massive MIMO в зависимости от помеховой ситуации, что обеспечивается на основе кластеризации груп антенных элементов цифровой антенной решётки в подрешетки.
Кроме того, в системах связи адаптация в антенных решётках возможна не только на уровне диаграммы направленности, но и в сочетании с адаптацией других параметров системы, таких как защитный интервал OFDM сигнала и др.

## Способы разнесения сигналов, используемые в ААР
- пространственное разнесение[7]
- поляризационное разнесение[8]